# 博巴森-羅斯希爾
博巴森-羅斯希爾（法語：Beau Bassin-Rose Hill）是非洲東部島國毛里裘斯西部威廉平原區的城鎮。距離首都路易港10公里。该城镇由博巴森-罗斯希尔市镇议会来管理，人口数量为147,066人（2018年），为岛上人口数量第三多的城市。

## 外部連結
- 官方网站